# Корнедо Ал'Изарко
Корнедо Ал'Изарко (итал. Cornedo All'Isarco) је насеље у Италији у округу Болцано, региону Трентино-Јужни Тирол.
Према процени из 2011. у насељу је живело 23 становника. Насеље се налази на надморској висини од 500 м.

## Становништво
| 1931. | 1936. | 1951. | 1961. | 1971. | 1981. | 1991. | 2001. | 2011. |
| ----- | ----- | ----- | ----- | ----- | ----- | ----- | ----- | ----- |
| 2.121 | 2.342 | 2.323 | 2.486 | 2.465 | 2.648 | 2.764 | 3.113 | 3.312 |